# Història del Caucas

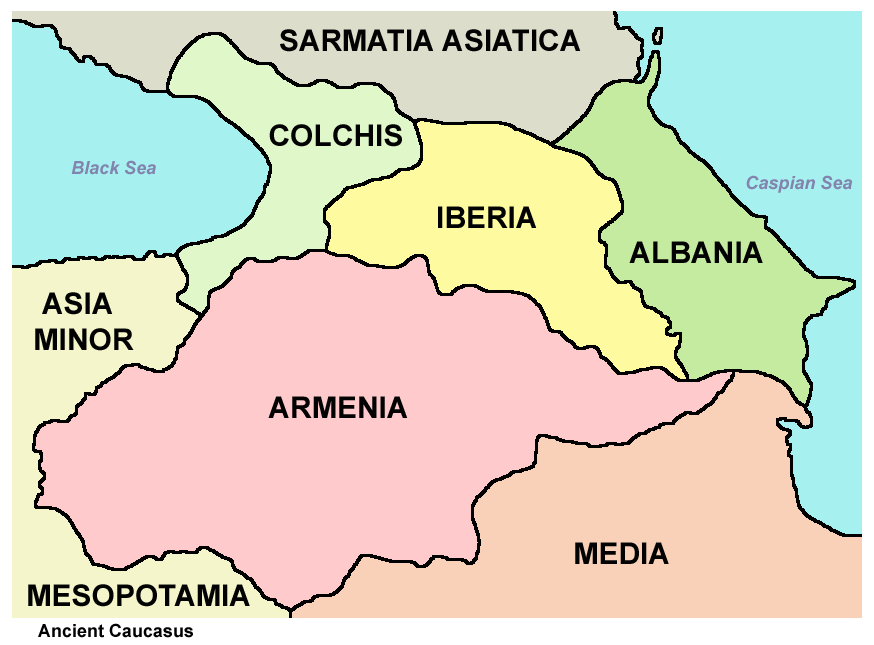
Pobles caucàsics en l'antiguitat

La història del Caucas es pot dividir en la història de Geòrgia (amb Abkhàzia i Adjària), Armènia i Azerbaidjan per un costat, i la del Caucas del Nord de l'altra. Però la història d'Armènia en queda en gran part fora i la de l'Azerbaidjan: per diversos motius, entre els quals el religiós, està molt lligada a la història de la Ciscaucàsia. Aquí segueix una cronologia enfocada principalment al Caucas del Nord, amb les referències imprescindibles per a Geòrgia i la Transcaucàsia:
- En l'edat antiga, la regió va estar dominada per grecs (a la costa) i perses (només al sud, al nord de l'Iran): Regne de la Còlquida.
- Regne d'Ibèria, Regne d'Armènia, Regne d'Albània. Romans i parts arsàcides (i després sassànides) se'n disputen l'hegemonia.
- Establiment de pobles indoeuropeus, finougrians i turcs, entre els quals els as (alans, indoeuropeus) establerts a Ossètia, els sevordiq (magiars) establerts a Shamkur al nord de Gandja, i àvars i húnnics establerts al Daguestan al segle vi.
- Durant els segles IV i vii, restà sota la protecció de Pèrsia i de l'Imperi Romà d'Orient. Regnes d'Ibèria (Geòrgia), Aghuània (Albània del Caucas, després Xirvan, modern Azerbaidjan) i part d'Armènia (disputada entre sassànides i romans d'Orient): Regne de la Làzica.
- Defensa dels passos del Caucas (Daryal o Porta dels Alans, i Derbent o Porta de la Càspia) pels perses contra les invasions dels bàrbars del Nord, àvars, huns i turcs occidentals (segles V-VII) i més tard khàzars. Fortificació de Derbent i altres punts estratègics (560).
- Governs locals (prínceps = shaikka) vers el 560, establerts o confirmats per Còsroes I:
  - Khakan al-Djabal (o Sahib al-Sarir, posseïdor del Sarir o Tron), de nom Wahrazan Shah
  - Filanshah (Xa de Filan)
  - Tabarsaranshah (Xa de Tabarsaran)
  - Senyor dels Laks, Khursanshah (Xa de Khursan)
  - Principat de Maskat (a Xirvan el segle vii o VIII)
  - Layzanshah (Xa de Layzan)
  - Xirvanxah (Xa de Xirvan)
  - Príncep de Bakh (Minorski llegeix Balkh), no identificat (podria ser al nord de Baku o al nord-oest de Layzan): hauria estat absorbit per Xirvan al segle VIII
  - Príncep de Zirikaran o Zirihkaran (Kubači)
- Invasió de Pèrsia per Heracli a partir del 624 i fins al 628. Els khàzars aprofiten per a desplaçar-se al sud fins a Derbent, defensada pel persa Sarbar.
- Arribada dels àrabs (642). Sarbar es rendeix a Suraka ibn Amr i es converteix a l'islam.
- Habib ibn Maslama conquesta Tblisi. Conquesta àrab de l'Arran (vers 644) i la ciutat de Bardaa. Des d'aquí, Salman ibn Rabia sotmet les principals ciutats de la zona: Baylakan, Kabala i Shamkor (prop de Gandja). Xirvan paga tribut al califat vers 645.
- Guerres arabokhàzars: 
  - Abd al-Rahman ibn Rabia al-Bahili arriba fins a Balandjar (al nord de Sarir, potser a la riba de l'Andi Koy Su) i és derrotat, i 4.000 soldats de Kufa moren en la batalla (652-653).
  - En temps de Yazid I ibn Muàwiya (680–683), els khàzars ataquen Kartli (Geòrgia), Arran i Armènia.
  - Els khàzars tornen a atacar territoris musulmans; van envair Kartli i van entrar a Armènia pel nord. Gregori Mamiconi va marxar contra ells, però va morir en combat (685). Ja hi regnava el califa Abd-al-Màlik ibn Marwan (685–705).
  - Vers el 690, els khàzars ataquen Derbent i l'ocupen, i hi instal·len una guarnició.
  - Atac khàzar a Armènia vers el 720. Vers 722-723, al-Djarrah ibn Abd al-Hakam al-Madhhidji fou nomenat governador del nord-est amb la tasca de defensar la frontera del Caucas. Va derrotar els ghumiks (després kazi khumiks) del Sarir, vassalls dels khàzars, i va arribar a Balandjar, notable centre khàzar al nord del Sarir. Va retornar en triomf a Kabala, segurament al país anomenat Shakki (que es pensa que era l'antic nom de Kabala), que devia ser part de l'Arran, tot i estar al nord del Kura (Geòrgia).
  - Segona campanya contra els khàzars d'al-Djarrah ibn Abd al-Hakam al-Madhhidji (723-724). Els alans són subjectes de tribut.
  - Tercera campanya contra els khàzars d'al-Djarrah ibn Abd al-Hakam al-Madhhidji (724-725).
  - El 727, Maslama ibn Abd al-Malik ibn Marwan n'és nomenat governador i comença algunes expedicions.
  - Vers 730, Maslama ibn Abd al-Malik ibn Marwan conquereix Bab al-Abwad (Derbent, àrab Darband); va reconstruir la ciutat i hi va instal·lar una guarnició.
  - Contraatac khàzar vers 730, creuen Derbent i arriben a l'Azerbaidjan, Armènia, i fins al Diyar Bakr i la Djazira.
  - Maslama tona a atacar abans del 732 i sotmet a tribut els sobirans de Xirvan, Layzan, Tabarsaran, Filan, Khursan i Maskat.
  - El 737, el futur califa Marwan II va ocupar Daryal i va cobrar tribut als alans (736). L'any 737, va dirigir una expedició contra els khàzars amb el suport de la cavalleria armènia. Van arribar fins a la capital Balandjar al nord-oest de Derbent i van fer molt de botí, que fou transportat a Bardaa. Entre els pobles sotmesos, hi havia els didos (àrab Dudaniyya o Diduwaniyya), vassalls khàzars pagans (els didos van restar pagans fins al segle xviii), que vivien a l'oest de Sarir.
  - El governador d'Armènia Yazid ibn Ussayd as-Sulamí (753-755 i 774-778) va prendre possessió del Xirvan i posà fi a l'antiga dinastia. El califa projecta el seu enllaç amb la filla del rei dels khàzars, buscant una aliança amb aquests, però el pla no va tenir continuïtat.
  - El 762, turcs occidentals i khàzars ataquen Derbent i entren a Armènia.
  - El 764, turcs occidentals i khàzars ataquen Derbent i entren a Arran, Kakhètia, Kartli i Armènia, dirigits per As Tarkhan, suposat cap àvar de Sarir.
  - El 799, els khàzars, cridats per la noblesa de Derbent, descontenta, envaeixen Arran.
- El príncep armeni o aghuan de Shakki, Sahl, fill de Sumbat, captura Babak, el cap dels rebels khurramites de l'Azerbaidjan, que tenien centre a Badhdh, segurament al Mughan (nord-oest de Lenkoran). Babak és lliurat als abbàssides (837).
- Bugha al-Kabir, governador de l'Azerbaidjan i Armènia (852-855), rep la missió de fer tornar a l'obediència els emirs musulmans i els prínceps armenis. En una de les seves campanyes, va saquejar Tblisi, governada per un emir àrab (Ishak ibn Ismail). Entre els pobles sotmesos, hi va haver els sanar (sanariyya, georgià tsanar), cristians que vivien a l'oest dels didos, al nord-oest de Kakhètia i al sud-est dels alans, potser emparentats amb els txetxens. Grups d'alans i khàzars van ser establerts en llocs diferents, entre els quals l'antiga Shamkor (o Shamkur), ara anomenada al-Mutawakkiliyya (en honor del califa al-Mutawàkkil (abbàssida) (847-861).
- A la meitat del segle ix, potser sota Muhammad ibn Yazid, Xirvan havia annexionat els principats de Layzan i de Mukan, aquest darrer situat al sud de Layzan però al nord del Kura (Geòrgia), i posteriorment els de Khursan i de Filan (potser arrabassat a Sarir).
- Haixim ibn Suraka de Derbent es proclama independent el 869 i hi funda l'emirat dels Banu Hashim o haiximites de Bab al-Abwad.
- L'emir yazidita o Banu Yazid de Xirvan es declara independent vers el final del segle ix. Abu Talib Yazid ibn Muhammad unifica Xirvan i funda la capital Şamaxı (918).
- La família Kangari s'apodera del castell de Shamiran al Tarum, districte de Kazwin i funda la dinastia kangàrida (també sallàrida), més coneguda com a dinastia musafírida o dels musafírides. El fundador en fou Musafir (en realitat Aswar), el fill del qual, Muhammad ben Musafir, es va casar amb Kharatsuya, filla del príncep djustànida de Rudhbar. Governava a començaments del segle x i dominava Arran.
- Expedició de les bandes de russos (barreja d'eslaus i normands) el 943-944. Després de remuntar el Kur, es van presentar a Bardaa (a l'Arran) i la van saquejar i ocupar durant uns mesos. Els atacs dels russos es van centrar principalment contra els khàzars i van destruir l'estat khàzar o el van afeblir considerablement i el van empènyer cap a la part sud de les seves antigues possessions, l'estepa de Kuban.
- El musafírida Mazurban ibn Muhammad, des de la seva base d'Ardabil, fa una expedició a Xirvan (vers 945-948) i el sobirà Abu Tahir Yazid ibn Muhammad va pagar-li tribut.
- A la meitat del segle x, el príncep armeni de Shakki o Kabala, Ixqaniq, reconeix la sobirania musafírida. També ho fa un príncep anomenat Abu l-Kasim al-Khayzani (potser al-Layzani), que seria príncep de Layzan (la identificació n'és incerta).
- El 965, Sviatoslav de Kíev va derrotar els khàzars i els va conquerir Biela Vieza (Tenda o Torre Blanca), identificada com Sarkel al baix Don, i va sotmetre els yas (alans) i kasogs (circassians). Els khàzars van demanar i obtenir l'aliança del xirvanxah Muhammad ibn Ahmad o, més probablement, Ahmad ibn Muhammad (956-981).[1]

El 969, els russos van destruir Bulghar, Khazaran, Samandar (a la part final del Terek?) i Atil o Itil, però amb l'ajut del xirvanxah els khàzars van poder recuperar Atil i Khazaran.
- El musafírida Ibrahim ibn Mazurban fa una segona expedició el 968 a Xirvan, que reconeix la sobirania musafírida.
- Vers el 969, els shaddàdides es van apoderar de Dvin i, el 971, de Gandja i, més tard, es van estendre a Shamkor, Coltene i Bardaa, suplantant els musafírides.
- Entre 969 i 984, els musafírides perden Arran (davant els shaddàdides) i l'Azerbaidjan (davant els rawwàdides).
- Durant el regnat d'Ahmad ibn Muhammad de Xirvan (956-981), hi ha conflicte entre Xirvan i Derbent sobre Maskat i Shabaran (al sud de Maskat, a la zona prop de la costa al nord-oest de Baku). Derbent utilitza com a mercenaris els àvars de Sarir.
- El 971, els àvars de Sarir, enfrontats a Derbent, ataquen la ciutat i en una batalla a les portes de la ciutat van matar un miler de soldats musulmans lleials als haiximites. En revenja, es van fer expedicions a l'interior contra Sarir i altres llocs, i en destaquen les expedicions dirigides per Muhammad ibn Ahmad (fill i successor d'Ahmad el 981); Muhammad va conquerir Kabala el 982 a Abd al-Barr ibn Anbasa (probable fill i successor d'Anbasa al-Awar), qualificat de protector de lladres, bandits i malfactors.[2]
- El 987, l'emir de Derbent, Maymun ibn Ahmad (976-997), va intentar contractar com a mercenaris una banda de russos amb 18 vaixells que operaven a la mar Càspia. Els russos eren pagans i saquejaven el país i la mesura fou molt impopular fins al punt que Maymun fou deposat temporalment (989/990). Els russos accedien a la mar Càspia perquè els khàzars no els podien barrar l'accés al baix Volga.
- Els kaytaks romanen al segle x sota vassallatge dels khàzars i el seu rei era musulmà; els alans, els ghumik i els àvars de Sarir són independents i els seus sobirans (i el poble en general) cristians. Els alans tenien capital a Maghas o Magas. Els sanars, cristians, eren probablement independents i cristians. Els didos eren independents i pagans. Al nord-oest, els circassians, anomenats aleshores kashaks o kasaks (rus: kasog) eren zoroastrians i cristians.
- El 988, un príncep rus de Kíev, Mstislav de Txernígov, funda el principat de Tmutorokan o Tmutarakan i governa fins al 1036.
- El 999, el xirvanxah Yazid ibn Ahmed va derrotar Abd al-Barr ibn Anbasa i va arrabassar la fortalesa de Gurzul, al riu Gok Say, posició estratègica que formava un sortint als pendents meridionals del Caucas i que va conservar, almenys durant una part del segle xi.
- L'emir de Derbent Mansur ibn Maymun (1002-1034) es va casar amb la filla cristiana del sobirà de Sarir, Bukht Yishu.
- Al segle xi, no hi ha cap document escrit específic sobre el Caucas, però la dinastia yazidita de Xirvan i els haiximites a Derbent van continuar i es van acostar progressivament (per exemple, aliança matrimonial de l'emir de Barbant Abd al-Malik ibn Mansur amb la germana d'Abu Mansur Ali ibn Yazid, el 1035). Els shaddàdides van conservar Arran fins al 1075, quan va passar als seljúcides; van subsistir com a governadors vassalls d'Aní fins a la conquesta georgiana d'aquesta ciutat el 1174[3]
- Segle XI, emirat de Tblisi: l'emir Djafar ibn Ali ajuda una coalició de senyors armenis i georgians contra el shaddàdida Fadl o Fadlun ibn Muhammad ibn Shaddad. Disputa per l'emirat de Tblisi entre l'emir, el rei Bagrat IV de Geòrgia i el gran senyor feudal Liparit Liparitisdzé; aquest volia conquerir l'emirat de Tblisi perquè les seves possessions senyorials (el Kldékari) n'estaven a la vora, i esperava que amb la conquesta rebria molts nous territoris. D'acord amb un altre senyor feudal, Ivané Abasasdzé, que tenia similars interessos, el 1032 van fer presoner l'emir Djafar i van convidar el rei a prendre Tblisi. Però Bagrat va fer alliberar Djafar. Cinc anys després (1037), sota consell de l'incansable eristhavi de Kldékari, Bagrat va accedir a posar fi a l'emirat, i va assetjar Tblisi. Després de dos anys de setge sense resultats, Bagrat es va retirar i va fer un tractat amb l'emir. A la mort de l'emir Djafar de Tblisi (1046), com que no tenia hereus, els notables van voler donar l'emirat a Bagrat. Bagrat IV va marxar cap a Tblisi, on va ser rebut pels notables, que li van donar les claus de la ciutat. Els musulmans oposats a aquest lliurament es van fer forts a la fortalesa d'Issani a l'esquerra del riu Mtkvari, i després de tres mesos de setge no va poder-la ocupar i els georgians es van retirar. L'emirat va subsistir.
- El 1022, Mstislav de Tmutarakan ataca els circassians que tenien per cap Rededya; els circassians i grups de khàzars van ser utilitzats el 1023 com a soldats en un conflicte dinàstic amb el seu germà Yaroslav.
- El 1030, trenta-vuit vaixells dels russos es van presentar a les costes de Xirvan i davant Bakú van derrotar el xa Manushihr ibn Yazid. Van remuntar el riu Kur i es van posar al servei d'un dels prínceps sahddàdides (dividits en la branca de Dvin i la de Gandja); van passar després al Caucas occidental i van arribar a la mar Negra, d'on possiblement es van dirigir al nord, cap a Tmutarakan.
- El 1032, Mansur ibn Maymun (1002-1034) ataca els russos que tornaven carregats de botí cap al Xirvan, procedents del Caucas, i els va derrotar. En revenja, els russos i els alans es van aliar i van atacar el petit principat de Karakh, governat per un sobirà titulat marzban segons al-Masudi, situat a l'oest de Derbent i segurament vassall d'aquest estat. Però els guerrers de Karakh, convertits recentment a l'islam, van derrotar els atacants de manera decisiva.
- El 1018 i/o 1021, Čaghri Beg Dawud el Seljúcida dirigeix incursions a l'Azerbaidjan, Armènia i potser fins a Geòrgia.[4] És possible que aquestos atacs aconsellessin Senaquerim-Hovhannes de Baspracània a abandonar el seu regne als romans d'Orient el 1021, a canvi de terres a Anatòlia.
- El 1044/1046, Kubadh ibn Yazid e Xirvan fortifica la seva capital Şamaxı amb un gran mur de pedra i portes de ferro, per fer front als atacs oghuz.
- A la mort de l'emir Lashkari Ali ibn Musa el 1049/1050, els shaddàdides, atacats des de les muntanyes del Caucas, abandonen diverses fortaleses exteriors a la frontera amb Shake (Shakki) i amb els daddiyya (didos) i als límits amb georgians i romans d'Orient.
- Toghril Beg I arriba a Arran el 1054: els rawwàddides (Wahsudan ibn Muhammad) de l'Azerbaidjan, els shaddàdides (Abu l-Aswar Shawur) de Dvin i Gandja, i altres poders locals se li sotmeten. El 1062, els georgians van atacar els shaddàdides aliats als alans i Abu l-Aswar Shawur va haver de fortificar Gandja.
- Abu l-Aswar Shawur I, emir shaddàdida de Dvin (1022-1049) i Gandja (1049-1067), va fer quatre campanyes contra Xirvan. El xirvanxah Fariburz ibn Sallar va esdevenir el seu vassall.
- El 1064, Toghril Beg conquereix Aní a romans d'Orient i armenis i poc després és venuda als shaddàdides (1072).
- El 1064, els seljúcides van fer irrupció al sud de Geòrgia, que van saquejar, i van ocupar Akhalkhalaki ('Ciutat Nova') a la Djavakhétia. També van assolar la Txavchéthia i la Taoklardjétia. Però Bagrat va continuar la lluita a Kakhétia i tanmateix va entrar al Xirvan, on el xirvanxah Fariburz (o Pariburz) va demanar ajut als seljúcides als quals pagava tribut, per fer front a l'atac. Bagrat, amb mercenaris francesos, va entrar també a Bardaa.
- Fariburz ibn Sallar de Shirwan intervé en un conflicte dinàstic a Derbent, on Mansur ibn Abd al-Malik (1043-1065), després de fer front a atacs dels àvars de Sarir, dels ghumiks (encara pagans) i a diverses revoltes causades pels conflictes entre els prínceps, els diversos amirs, i els notables locals, va acabar assassinat. El fill del xirvanxah fou imposat com a emir de Derbent, proclamació que va tenir el suport dels ghumiks, que van rebre el seu fill Adud per ensenyar la religió musulmana (els ghumiks s'hi van convertir en els següents anys); tot i així, la família haiximita va conservar encara un paper local considerable.[5]
- El 1066, Rostislav de Tmutarakan rep tribut dels circassians i altres pobles del Caucas. Els khàzar de la regió són esmentats fins al 1083.
- El 1066/1067, el cap oghuz Karatigin va envair Xirvan (per segona vegada) i va atacar Bakú i Şamaxı l'any següent. Fariburz ibn Sallar els paga tribut (1068).
- Expedició dels alans, aliats a cristians de Shakki, contra l'Arran, a través del pas de Daryal (1068); els shaddàdides són assetjats a Gandja i van arribar fins a l'Araxes i en retornen amb un gran botí. Alp Arslan va haver d'iniciar una segona campanya. Els shaddàdides de Gandja i el Xirvan Shah accepten immediatament pagar tribut.
- El 1069, Alp Arslan, soldà dels seljúcides, va envair l'est de Geòrgia. Agsartan, rei de Kakhétia i l'emir de Tblisi, es van sotmetre al soldà. Els turcmans van assolar el Kartli i l'Arghuéthia, però es van retirar amb l'hivern i una neboda del rei es va casar amb Alp Arslan. Tblisi i Rustavi van ser donades a l'emir shaddàdida Fadlun de Gandja, aliat turc. El 1070, Bagrat marxà contra Fadlun, el va derrotar i va sotmetre l'emir de Tblisi, al qual va prendre les seves fortaleses, i l'obligà a pagar un tribut.
- El 1075, totes les marques del Caucas foren concedides en ikta pel soldà seljúcida a l'emir Sawwtigin de l'Iraq Arabí i Iraq Adjemí. Els shaddàdides (Fadl o Fadlun III de nom complet Fadlun ibn Fadl ibn Abi l-Aswar Shawur) són deposats. Derbent és ocupada pels seljúcides per tercera vegada. Xirvan queda convertit en un estat vassall.
- Al segle xii, els xirvanxahs (ara anomenats dinastia kasrànida, però descendents directes dels yazidites) i els emirs de Derbent (probablement, haiximites) tornen a aparèixer i aprofiten els conflictes interns seljúcides. Xirvan exercia una autoritat feudal sobre Derbent.[6] Derbent va demanar suport als seljúcides, que fou molt poc efectiu. Al seu torn, els xirvanxahs estaven sotmesos a Geòrgia[7] i nominalment als soldans seljúcides de l'Iraq i Pèrsia occidental (el Gran Seldjuk), el sobirà dels quals apareix a les monedes de Shirwan fins al 1194. Diversos sobirans de Xirvan van enllaçar amb la casa reial de Geòrgia, i el xa Akhsatan ibn Munushihr ibn Agridun (que regnava vers 1174) era fill d'una princesa georgiana.
- Vers 1174, Giorgi III de Geòrgia va ajudar el xirvanxah a rebutjar un atac a Xirvan de l'emir de Derbent Beg Bars ibn Muzaffar, que estava aliat als alans, àvars del Sarir, als russos, i als "khàzars" (segurament, cumans[8]). Akhsatan ibn Munushihr ibn Agridun i els georgians van destruir 73 vaixells russos prop de la desembocadura del Kur i remuntant aquest riu. Els alans cristians eren, generalment, aliats georgians i hi ha diversos exemples de matrimonis entre prínceps i princeses alans i georgians (i, fins i tot, entre alans i romans d'Orient). El 1189, la reina Tamara de Geòrgia es va casar en segones noces amb el príncep alà David Soslan.
- Al segle xii, els ildeguízides de l'Azerbaidjan van rebre l'Arran en ikta (després del 1131) i hi van introduir l'element turc a l'Arran. Al final del segle, l'ildeguízida Nusrat al-Din Abu Bakr fou expulsat de l'Arran per un exèrcit de georgians i cumans que van conquerir Shamkur, Gandja i Dvin.
- Al segle xiii, el Caucas fou envaït pels xas de Coràsmia; el 1220, els ildeguízides de l'Azerbaidjan es van sotmetre als mongols. Aquestos van entrar a l'Arran; d'allí van passar al Xirvan per Baylakan, van devastar Shamakhi (Layzan) i van arribar fins a Derbent; van derrotar els alans i van sortir a les estepes del sud de Rússia i derrotaren russos i cumans abans de retornar a l'Àsia central.
- El 1225, Djalal al-Din Manguberti, que s'havia establert a l'Azerbaidjan, va derrotar els georgians a Garni (Siunia) i el 1126 va ocupar Tblisi, on va fer una massacre de georgians i armenis. Va imposar tribut al xirvanxah Fariburz ibn Garshasp, sobre el qual va reclamar el mateix tribut i els mateixos drets de sobirania que els soldans seljúcides.[9] Les indisciplinades tropes del xa de Coràsmia van assolar el Caucas saquejant arreu. Una segona expedició de Djalal al-Din al Caucas es va produir el 1228 i va enfrontar una aliança de pobles caucàsics dirigida pel georgià Ivane Mkhargrdzeli (georgians, alans, armenis, àvars del Sarir, lakz o lesguians, cumans, svans o suwaniyan, abkhazs, lazes o tsannes o chanetis, i alguns sirians i romans d'Orient), als quals va derrotar, però Djalal al-Din va sortir del Caucas poc després.
- Van seguir els mongols el 1235; el general Tchomargan va envair Xirvan i el Caucas oriental fins a Derbent, i el 1236 va entrar a Geòrgia per Gandja; les devastacions que va produir foren molts grans; Geòrgia es va fracturar i els reis van haver de declarar-se'n vassalls i assistir als kuriltays mongols. Magas, capital dels alans, fou destruïda el 1239 després d'un llarg setge. Contingents georgians van participar en la conquesta de Bagdad el 1858 i van lluitar contra els mamelucs a Ayn Djalut, el 1260.
- Enfrontament pel Caucas entre l'Horda d'Or i els Ilkhànides. Hulegu va arribar al Terek, on fou derrotat el 1263 per Berke Khan. El 1266, Berke va envair Arran i Transcaucàsia oriental i van ocupar Gandja i saquejar Tblisi; Berke va morir a Tblisi el 1267. El Caucas va romandre camp de batalla durant anys. Sota el kan de Pèrsia Oldjeitu (1304-1316), el rei georgià Giorgi V de Geòrgia va poder rebutjar els mongols i establir el seu domini sobre part de l'Arran, així com un domini feudal sobre Xirvan. L'enfonsament dels il-kànides el 1335 va deixar els sobirans del Caucas virtualment independents, amb els territoris al nord sota dependència de l'Horda d'Or.
- Les colònies genoveses a Crimea (segona meitat del segle xiii) capturen molts circassians al Caucas, que són venuts com a esclaus a Egipte.
- Tamerlà es va presentar al Caucas per primer cop el 1386/1387 i va fer la guerra contra els georgians cristians, que van tenir el suport del governant musulmà de Shakki (Kabala), Sidi Ali, que fou deposat, però el seu fill Sidi Ahmad va recuperar el poder el 1398/1399. El 1403/1404, Tamerlà va fer una segona campanya que va devastar Tblisi, i els territoris entre Arran i Trebisonda foren concedits al timúrida Khalil Mirza. El xirvanxah Shaykh Ibrahim (1382-1417) es va sotmetre a Tamerlà[10]
- Després de les expedicions timúrides, apareixen els principals poders del Daguestan, Kaytak, Kazi Khumikh i Tabarsaran; al sud, es mantenen Xirvan i Shakki a l'oest dels quals Geòrgia, i el Caucas nord estan en poder encara de l'Horda d'Or, incloent-hi els circassians cristians.
- Al segle xv, Geòrgia fou atacada pels emirs qara qoyunlu; al final del segle, estava dividida en tres regnes. Xirvan va afluixar els lligams amb els timúrides i va gaudir de gran prosperitat amb grans construccions a Bakú i Shamakhi. A la part final del segle, Xirvan fou vassall dels aq qoyunlu. El xa Farrukh Yasar ibn Khalil Allah fou mort prop de Shamakkhi, vers el 1500, per Ismail I el Safàvida, que venjava així el seu avi i pare, que havien mort a mans dels xirvanxahs. Finalment, el 1538/1539, Xirvan fou incorporat a l'estat safàvida i va seguir Shakki el 1551.
- Al segle xv, el poder de l'Horda d'Or al Caucas se substituí pel dels kans de Crimea i pels otomans.
- El 1576, Shakki esdevé un sandjak otomà.
- El 1624, s'enfonsa l'Imperi safàvida i Rússia i l'Imperi Otomà es reparteixen el Caucas.
- Conquesta del Caucas per Rússia, segles xvii i XVIII, amb l'oposició de Pèrsia i Turquia, però el 1783, pel Tractat de Gueórguievsk, l'Imperi rus va prendre part en la regió sota el seu protectorat. A partir d'aquest tractat, el govern rus prohibí els idiomes regionals i hi imposà el rus, i començà reformes malgrat la forta resistència de la població. El tractat de Gulistan del 1813 va assegurar més territoris a Rússia.
- Durant la Primera Guerra Mundial, hi tingueren lloc les batalles entre Rússia i Turquia, en què moltes ètnies lluitaren al costat dels turcs com a musulmans.
- 1915: genocidi d'armenis a mans dels turcs; al final de la guerra, hi va haver rebel·lions kurdes a Turquia i l'Iran.
- Efímeres independències de la Federació de Transcaucàsia, de la qual van sorgir Geòrgia, Armènia i Azerbaidjan; altres independències efímeres es van produir durant la Guerra Civil a Rússia, com Batum, Abkhàzia, Bakú, Armènia Muntanyosa o Siunia i altres estats del Caucas (1917-1923), tots els quals van acabar en mans de Rússia (no obstant això, la major part d'Armènia fou per als turcs); van formar al Trancaucas la República Federal Soviètica de Transcaucàsia, que va ingressar a la Unió Soviètica el desembre del 1922.

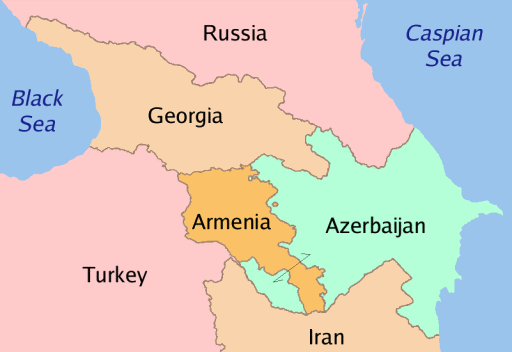
Divisió política del Caucas actual

- 1944-1957: deportació dels txetxens i ingúixos, balkars i karatxais a l'Àsia central, acusats de col·laborar amb els nazis.
- 1991: restabliment de la independència d'Armènia, Geòrgia i l'Azerbaidjan. Txetxènia declara la seva independència, cosa que provocà que alguns habitants no txetxens sortissin del país.
- 1992: a penes un any després de la dissolució de l'antiga URSS, començaren les escaramusses per motius interètnics entre els ingúixos i els ossets del nord, que provocaren que al voltant de 50.000 ingúixos hagueren de fugir de la zona en conflicte, Prigorodni, a Ossètia del Nord.
- El 1993, començaren les hostilitats entre el govern central txetxè i l'oposició. Això provocà que, el 1994, Rússia decidís intervenir-hi directament. El russos van ocupar Grozni, però hi foren assetjats i finalment derrotats, havent de sortir del país i reconèixer de facto la república. En una segona guerra amb intensos bombardeigs sobre la capital, Grozni, que van provocar una gran destrucció i la sortida del país d'unes 200.000 persones, finalment van ocupar la capital i la major part del país, però una forta resistència es manté a les zones muntanyoses. Tots aquests conflictes han deixat a la regió un estigma similar al que pateixen altres parts del món que tenen guerres oblidades: les mines terrestres.

La situació el segle XXI és la d'una regió amb diversos conflictes nacionals i ètnics. A Rússia, es pateixen freqüents atacs pels milicians txetxens, que busquen la sortida de les tropes russes del país. Conflictes entre Armènia i l'Azerbaidjan pel territori de l'Alt Karabakh i la secessió de les regions georgianes d'Ossètia del Sud i Abkhàzia, reconegudes el 2008 per Rússia com a estats independents, i guerrilles musulmanes al Daguestan i Ingúixia.